# Alfred Decaen
Alfred Charles Ferdinand Decaen est un peintre français, né à Paris, dans l’ancien premier arrondissement, le 15 juin 1820, et mort à Paris 9e le 18 septembre 1902.

## Biographie
Alfred Decaen naît à Paris en 1820, fils de Jean Charles Denis Decaen (? - † avant 1851), contrôleur du matériel et de l'habillement aux écuries du Roi, et d'Antoinette Élisabeth Danet (ca 1790 - †1874). Il entre à l’école des Beaux-Arts en 1842. Il est l'élève de Michel Martin Drolling et d'Auguste Couder. En 1857, il effectue un voyage en Algérie, d'où il sortira plusieurs toiles de style orientaliste. Decaen appartient au courant artistique académique, il a peint des scènes historiques, militaires, et c’est aussi un peintre animalier, représentant notamment de nombreuses scènes de chasse. 

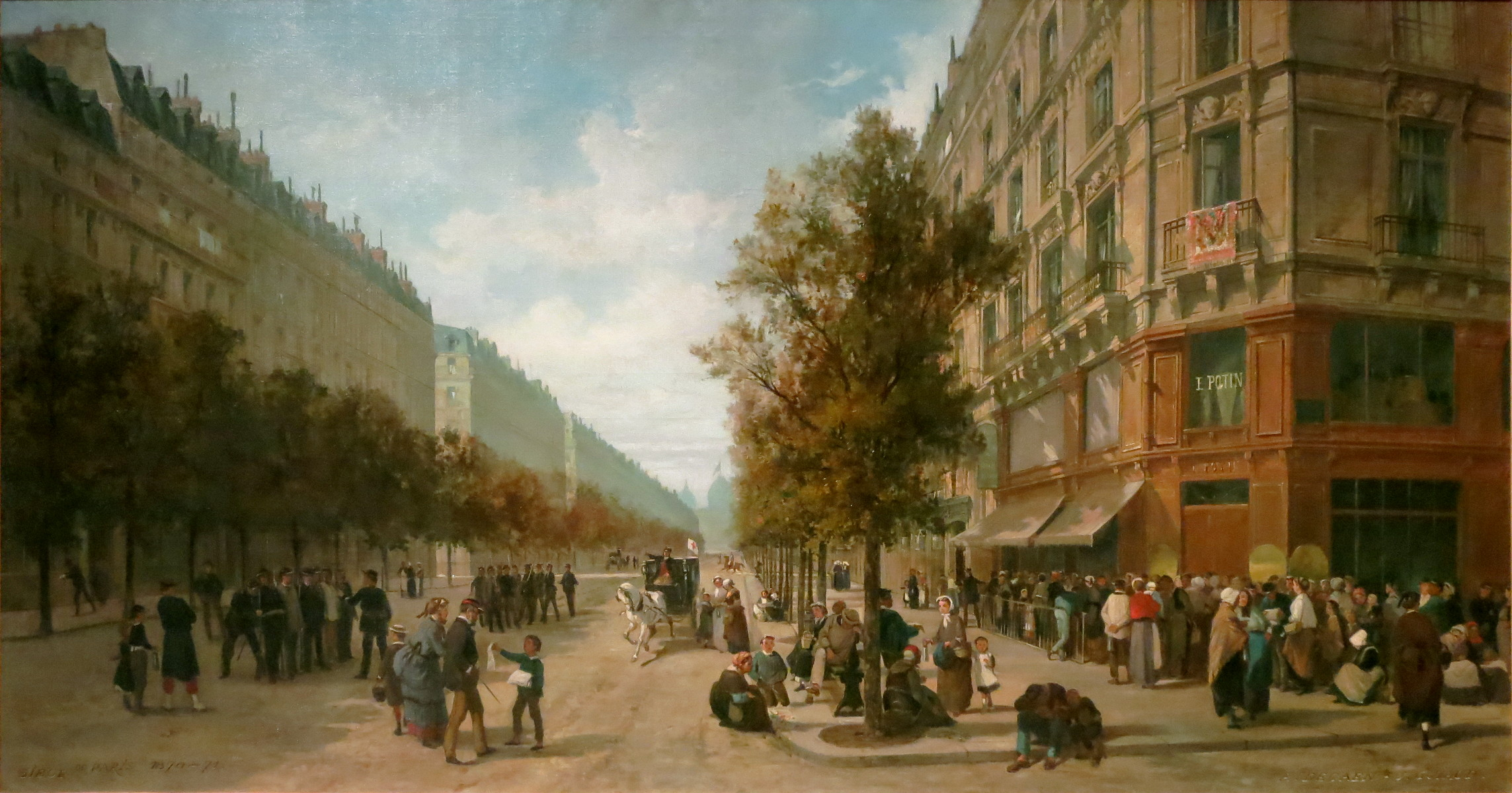
La Queue à la porte d'une épicerie Félix Potin, à l'angle de la rue Réaumur et du boulevard de Sébastopol à Paris, en novembre 1870, huile sur toile d'Alfred Decaen et Jacques Guiaud (Musée Carnavalet).

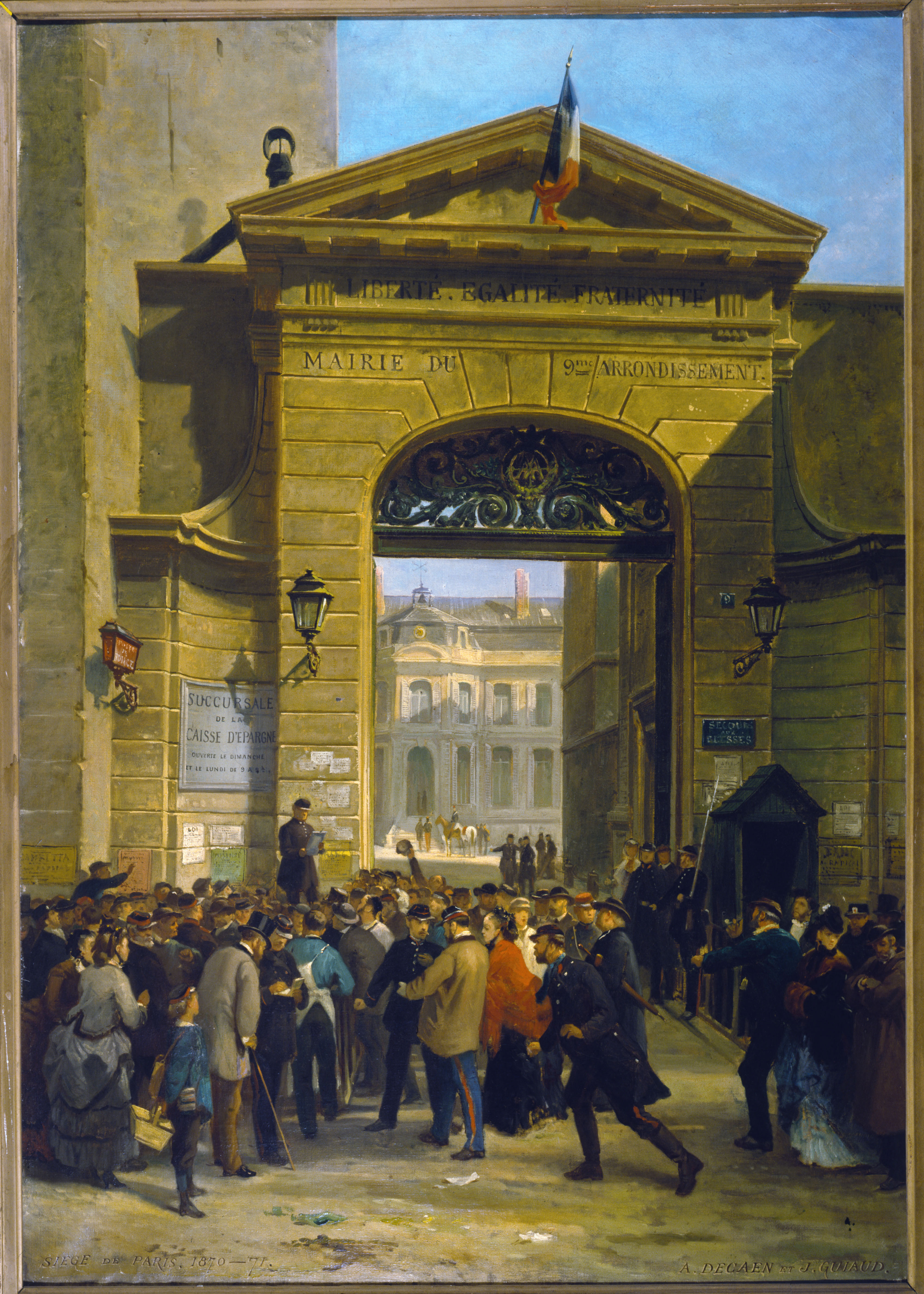
Lecture d'une dépêche à la mairie du IXe arrondissement, rue Drouot, le 19 janvier 1871 (Musée Carnavalet).

En 1871, il participe à la conception de la suite Binant.
Decaen meurt à Paris le 18 septembre 1902. Ses obsèques furent célébrées le surlendemain à Paris, en l'église de la Trinité.

## Œuvres
- Sainte Marie l’Égyptienne (1846)
- Entre Charybde et Scylla
- Le Sincère, étalon (1848)
- Saint Louis prisonnier à Péronne
- Un intérieur avec des chiens (1849)
- Départ de chasse
- Déjeuner sur l’herbe
- Hallali de cerf (1851)
- Stoppel et Gipsy, étude de chiens (1852)
- Le Général duc de M…, commandant la 19e division militaire, parcourt les campagnes du Cher, et passe à son château de Meillan ; portraits équestres (1863)
- Expédition de Kabylie. Prise de Tiguert Hala, par la division du général baron Renault, le 24 mai 1857 (1859)
- Aimery de Rochechouart-Mortemart, à la tête de trente chevaliers et écuyers de renom, défait soixante-dix Anglais, chevaliers et gens de pied, qui, sortis de Verteuil, sur la Charente, s’étaient vantés d’aller piller une église (1861)
- Le Maréchal comte Randon reçoit la soumission des tribus de la grande Kabylie et dirige les travaux de construction du fort Napoléon (musée de Grenoble)
- Le duc de Vivonne au passage du Rhin ; juin 1674 (1863)
- Cavaliers arabes (1863)
- Le Prince impérial, sortant de Bagatelle, escorté par les spahis de la garde (1864)
- Zouaves après le combat, bords du Sebaoü ; Kabylie (1865)
- La Mort du maréchal de Berwick, duc de Fitzjames, au siège de Philisbourg, le 12 juin 1734 (1866), musée Anne-de-Beaujeu de Moulins
- L’Artillerie de la garde impériale à Solférino (1867)
- Revue passée dans la plaine de Longchamps par LL. MM. L’empereur des Français et l’empereur d’Autriche, le 25 octobre 1867 (1868)
- Napoléon et François-Joseph passent une revue à Longchamp, le 25 octobre 1865, Musée d’Orsay
- Sonneur à cheval pendant une chasse à courre
- Le Chien de l’officier (1868)
- Veneurs remettant les chiens à la voie
- Combats de guerriers arabes (vers 1868)
- Le Valet de chiens au relais
- Ambulance de la Presse à Joinville pendant le siège de Paris (1870-1871), avec Jacques Guiaud
- Mgr de Dreux-Brézé remettant les reliques dans le reliquaire de Bourbon, 282 cm x 182 cm (1872), chapelle des Reliques de l'église Saint-Georges de Bourbon-l'Archambault, classé au titre d'objet[8].
- Shooting Luncheon at the Great Wood Sudbourne (1876), Orford Town Hall, Suffolk, Angleterre[9]
- Tenues de cuirassiers et de dragons, peintures à l'huile (1885-1886)[10]

## Expositions
- Au salon annuel des Champs-Élysées en 1890[11]
- Au salon cynégétique à l'Orangerie à Paris, le 20 mai 1892[12]
- Au Petit salon des peintres et sculpteurs de chasse et vénerie, pour l'exposition canine de l'Orangerie, en mai 1899[13]